# Уранозавр
Уранозавр (лат. Ouranosaurus nigeriensis) — гигантский растительноядный динозавр из группы игуанодонтов, живший в меловом периоде около 110 млн лет назад на территории Африки.

## Этимология
Ouranosaurus nigeriensis с латинского буквально означает Ящер, похожий на военный парусный корабль, из Нигера.

## Описание
Проживал в районах рек. Достигал длины около 7 метров. Был обнаружен в 1966 году, в Нигере экспедицией парижского Национального музея. Описан уранозавр был в 1976 году Филлипом Таке.
Уранозавр имел на спине костистое образование уходящее вверх, которое, вероятно, было покрыто кожей. Они использовались динозавром, как некая батарея, для чего он должен был развернуться боком к солнцу. Также образование использовалось для охлаждения динозавра, для чего он подставлял его к поступающему ветру. По другой версии, кости на спине создавали горб, однако по такой версии, учёным осталось неясным само существование и предназначение горба.
Уранозавр большую часть времени проводил на четырёх ногах. Его передние лапы имели 4 пальца. Большой палец имел форму шипа. Задние ноги были довольно массивны, из-за чего уранозавр не мог быстро передвигаться.
Уранозавр имел широкий и сплющенный череп, на котором находился небольшой гребешок.

## Классификация
Филлип Таке первоначально отнёс Ouranosaurus к семейству Iguanodontidae, относящемуся к более широкой группе Iguanodontia. Однако, хотя он имеет некоторые сходства с Iguanodon (например, большой палец), Ouranosaurus в современной классификации ряд учёных уже не помещают в семейство Iguanodontidae, которое в настоящее время считается парафилетической группой. Вместо этого его относят к кладе Hadrosauroidea, которая содержит семейство Hadrosauridae и их ближайших родственников. В то же время ряд других учёных продолжают причислять его к семейству Iguanodontidae.
Ouranosaurus — по-видимому, представляет собой раннюю форму развития в этой группе, показывая в некоторых чертах сходство с гадрозавридами. Таким образом, он является базальным гадрозавроидом.

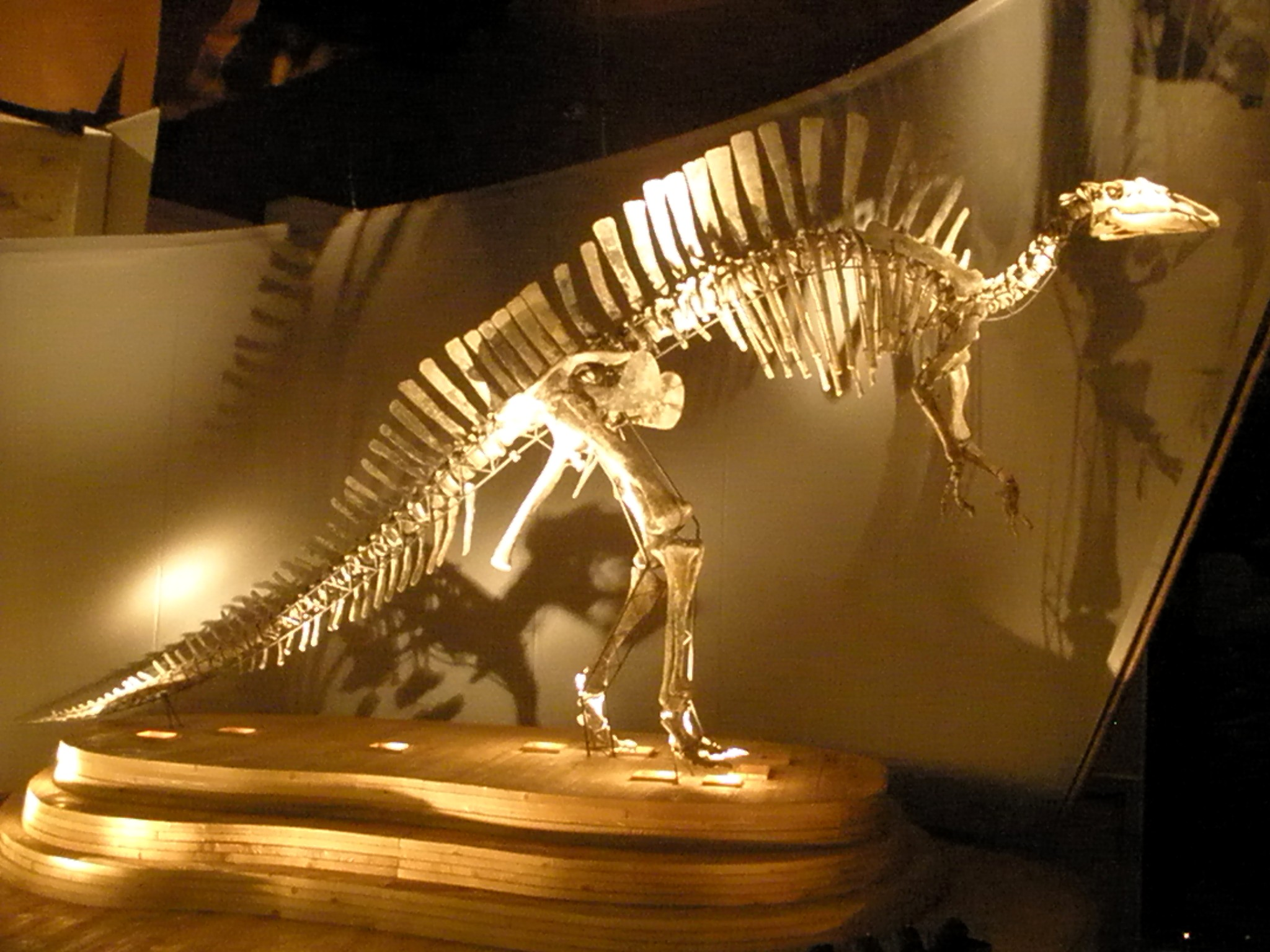
Скелет уранозавра
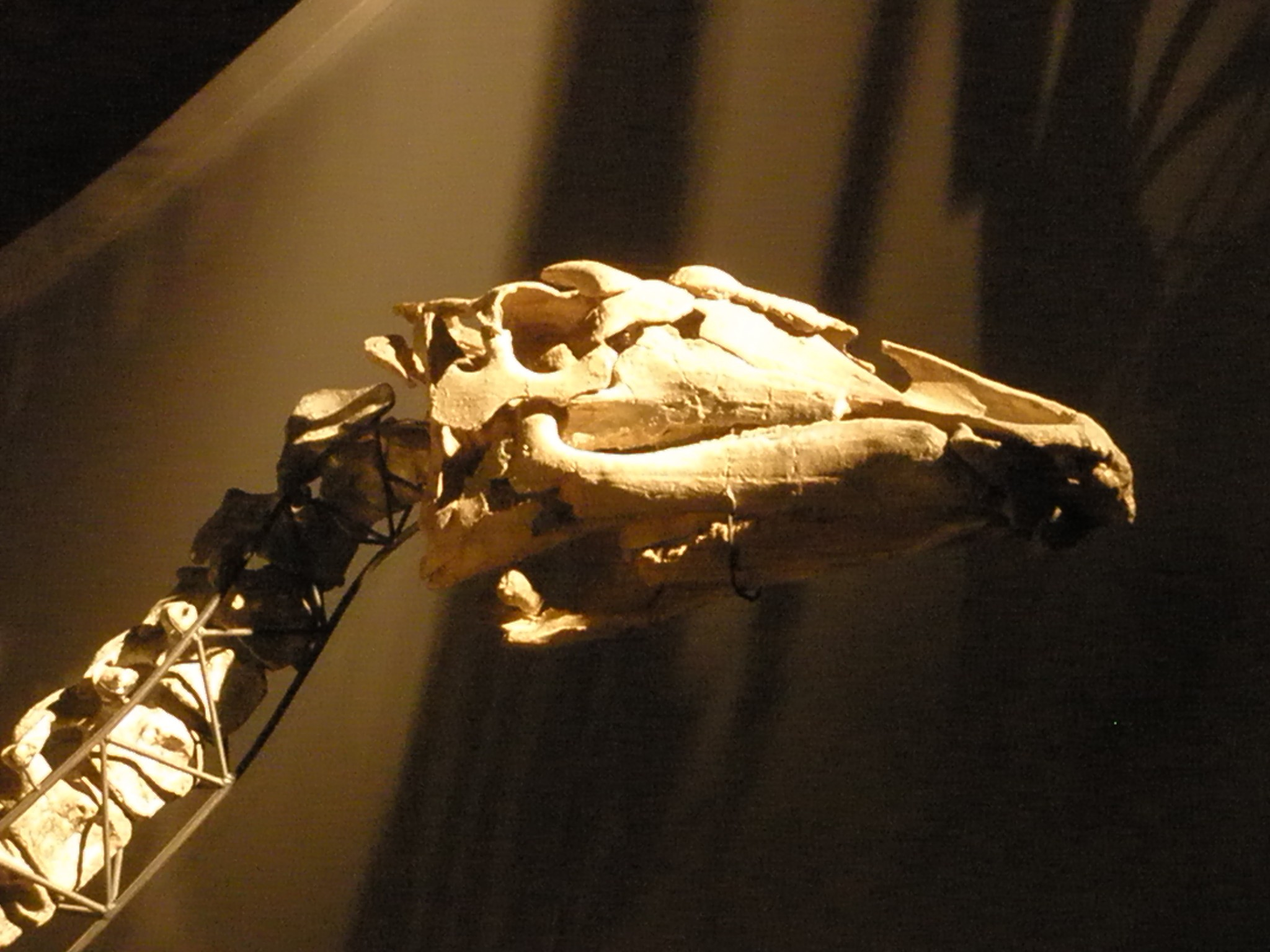
Череп уранозавра
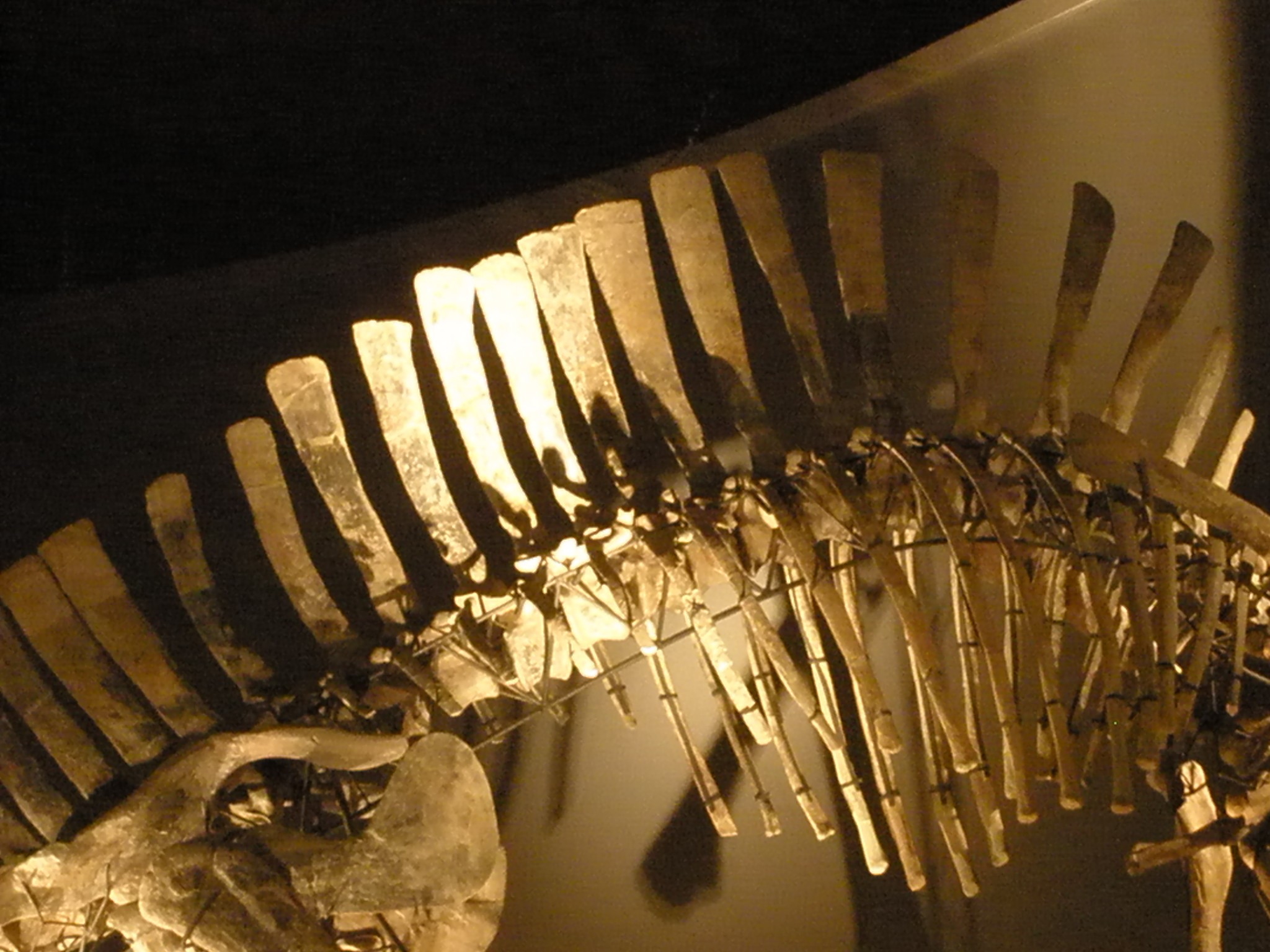
Остистые отростки уранозавра
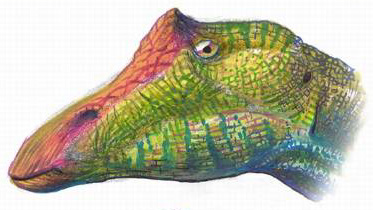
Изображение головы уранозавра